# 遥感科学国家重点实验室
遥感科学国家重点实验室，位于北京市，是中华人民共和国唯一从事遥感科学基础研究的国家重点实验室。

## 简介
1994年，中国科学院遥感信息科学开放研究实验室开放运行。1999年，北京师范大学遥感与地理信息系统研究中心成立。
遥感科学国家重点实验室是在中国科学院遥感信息科学开放研究实验室和北京师范大学遥感与地理信息系统研究中心的基础上联合组建。2003年12月，经中华人民共和国科技部批准筹建，2005年12月28日通过验收并且正式运行。
遥感科学国家重点实验室布局了四个重点研究方向：
1. 遥感辐射传输机理研究
2. 遥感定量反演前沿理论方法研究
3. 遥感与地球系统科学交叉研究
4. 新型遥感前沿技术研究

## 机构
遥感科学国家重点实验室由两个分部组成：
- 中国科学院空天信息创新研究院分部：位于北京市朝阳区大屯路甲20号北
- 北京师范大学分部：位于北京市海淀区新街口外大街19号

此外，遥感科学国家重点实验室还下设有：
- 室内外全谱段综合观测实验平台
- 中国典型下垫面长时间序列水热通量观测网络
- 河北怀来遥感综合试验场
- 河北保定遥感综合试验场
- 鄱阳湖环境与健康生态观测站
- 北京空气质量超级监测站

## 领导
遥感科学国家重点实验室历任主任为：
1. 宫鹏研究员（2005年－2011年）
2. 施建成研究员（2011年－）

遥感科学国家重点实验室历任学术委员会主任为：
1. 徐冠华院士（2005年－2011年）
2. 徐冠华院士（2011年－）